# قضية فؤاد مرتضى
فؤاد مرتضى هو مهندس مغربي حكمت عليه محكمة الدار البيضاء بثلاث سنوات سجنا نافذا بسبب إنشائه لصفحة على موقع فيس بوك تحمل اسم رشيد بن الحسن شقيق ملك المغرب. وقد أدين في 23 فبراير 2008 بمجموعة من المواصفات من بينها «خسيس الممارسات المزعومة» وانتحال هوية الأمير.
كان فؤاد في البداية محكوما عليه بالسجن لمدة ثلاث سنوات بالإضافة إلى غرامة قدرها 10000 درهم مغربي، ولكن بعد تدفق الدعم الدولي ونضال مجموعة من الجمعيات الحقوقية تم تخفيض العقوبة إلى أقل من 45 يوما في السجن.

## الجدول الزمني
وفقا لوكالة المغرب العربي للأنباء فإن أفراد العائلة المالكة لا تملك مواقع ويب أو مدونات رسمية أو شيء من هذا القبيل، أما الطريقة الوحيدة للحصول على المعلومات فهي من خلال بوابة المغرب العربي للأنباء (خريطة وطنية).
وفقا لموقع مساعدة مجانية لفؤاد فبعد أسبوع من اختفائه، تم الإعلان عن سجنه من قبل الشرطة المغربية يوم الثلاثاء 5 فبراير، وقد تمكنت عائلة فؤاد من زيارته يوم الثلاثاء الموافق لـ 12 فبراير بعد الظهر في سجن عكاشة الذي يقبع في الدار البيضاء العاصمة الاقتصادية للمغرب، وقد ذكر فؤاد أنه تم إلقاء القبض عليه بشكل تعسفي حيث تم عصب عينينه، وقد تعرض لاستنطاق واستجواب رهيبين، كما تعرض للاضطهاد، الضرب والصفع وكذلك البصق على الوجه، كما اقتيد لساعات طويلة مع غطاء على الرأس والساقين حتى فقد وعيه عدة مرات.
أشار فؤاد إلى أنه قام بإنشاء حساب الأمير يوم 15 يناير 2008، وقد ظلت الصفحة نشطة خلال بضعة أيام فقط إلا أن تم إغلاقها من طرف شخص لم يتعرف عليه. وأثناء محاكمة فؤاد، أكد على أن هناك العديد من حسابات المشاهير على فايسبوك مما دفعه لإنشاء صفحة الأمير ولم تكن هناك أي نوايا خبيثة من جانبه حيث أن إعجابه بشخصية الأمير هو ما دفعه إلى هذا.
وفقا لمحامي فؤاد السيد علي عمار فقد صرح أنه يمكن أن يواجه 5 سنوات من السجن خاصة أن فعله هذا شجع الآلاف من الناس في جميع أنحاء العالم كل يوم على إنشاء ملف تعريفي أو صفحة خاصة بشخصية مشهورة أو نجم معين على فايسبوك.
في 19 فبراير، خاض عدد من مشاهير التدوين في المغرب والمالكين للعديد من المدونات والمواقع الشهيرة إضرابا عن الطعام احتجاجا على احتجاز فؤاد.
وفي 23 فبراير من نفس السنة، حكم على فؤاد مرتضى بالسجن لمدة ثلاث سنوات بتهمة إنشاء صفحة وهمية لشخصية الأمير مع غرامة قدرها 10000 درهم مغربي.
وفي مساء يوم 18 مارس 2008، صدر عفو ملكي على فؤاد بعد أن كان قد مضى على سجنه 43 يوما كاملا.

## وصلات خارجية
- موقع مساعدة مجانية لفؤاد
- دعم فؤاد مرتضى
- موقع مساعدة مجانية لفؤاد مرتضى على arabist.net